# Johannes Beck (Jesuit)
Johannes Beck SJ (* 1. November 1922; † 9. Mai 2020 in Unterhaching) war ein deutscher Jesuit und Sozialethiker.

## Leben
Beck trat 1948 dem Jesuitenorden bei. Nach seiner theologischen Ausbildung empfing er am 31. Juli 1956 in der Jesuitenkirche St. Michael in München die Priesterweihe.
Er engagierte sich vor allem in der Arbeiter- und Betriebsseelsorge und setzte sich für soziale Gerechtigkeit und die katholische Soziallehre ein, insbesondere für das Solidaritätsprinzip in den großen Industrieunternehmen. Er war unter anderem viele Jahrzehnte als Geistlicher Beirat der Katholischen Arbeitnehmer-Bewegung (KAB) tätig. Als Nachfolger von Franz Prinz SJ hatte er die Leitung der Werkgemeinschaft christlicher Arbeitnehmer in München inne. Von 1979 bis 1991 war Beck Direktor des Sozialen Seminars beim Münchner Bildungswerk und nach seinem Ruhestand 1991 bis 2012 in der Lehrtätigkeit engagiert.
Er lebte in der Jesuitenkommunität Pedro Arrupe im Alten- und Pflegeheim St. Katharina Labouré in Unterhaching bei München. Er starb im Mai 2020 im Alter von 97 Jahren in Unterhaching an den Folgen von COVID-19 während der COVID-19-Pandemie in Deutschland.